# Bichon maltez
Bichon maltez este una dintre cele mai vechi rase de câini. Majoritatea cred că această rasă are originea în insula Malta, deși originile acestei rase nu sunt stabilite.
Bichonul maltez este un câine de apartament si de curte, care nu are standarde înalte. Trebuie îngrijit și hrănit de cel puțin două ori pe zi. Plimbarea reprezintă o metodă de menținere a unui stil de viață sănătos și în cazul acestei rase este strict necesară.

## Istoria numelui
Numele de Bichon maltez (sau Bichon Maltese) a indus în eroare, mulți crezând că această rasă își are originile în insula Malta, ceea ce este greșit. Termenul „Maltese” se trage din vocabularul semitic și înseamnă refugiu sau port, făcând referință la modul de viață pe care îl practicau strămoșii Bichonului.

## Istoria rasei
Pentru peste XXVIII secole, Maltese-ul fost reprezentat în picturi, ceramică și literatură. Acest câine a fost imortalizat în monumentele grecești și se crede că era un câine al regalității și nobilimii. Cu o moștenire mediteraneeană, rasa este originară din Malta și a fost dintotdeauna în compania omului și un câine de casă iubit.
Descendenții Maltese-ului au urmărit în decursul istoriei spanielii, nu terierrii cum poate ați crezut. Roba sa albă, matăsoasă și lungă atârna până la pământ făcând ca rasa să devină un câine de companie foarte apreciat de doamnele din rândul nobilimii în jurul anilor 1800. Datorită dimensiunilor lor reduse, acești câini erau, în mod caracteristic, purtați pe mansoanele doamnelor și cu capul la pieptul acestora.
În 1877, Maltese-ul a apărut pentru prima dată la expoziția canină de la Westminster. În acel timp, rasa purta denumirea de câinele-leu maltez. In 1879, rasa și-a făcut din nou apariția la Westminster, de această dată sub denumirea de Maltese Skye Terrier, deși nu este un câine terrier. În cele din urmă, rasa a fost acceptată în grupa raselor de companie a American Kennel Club ca și Maltese în 1888.

## Descriere fizică

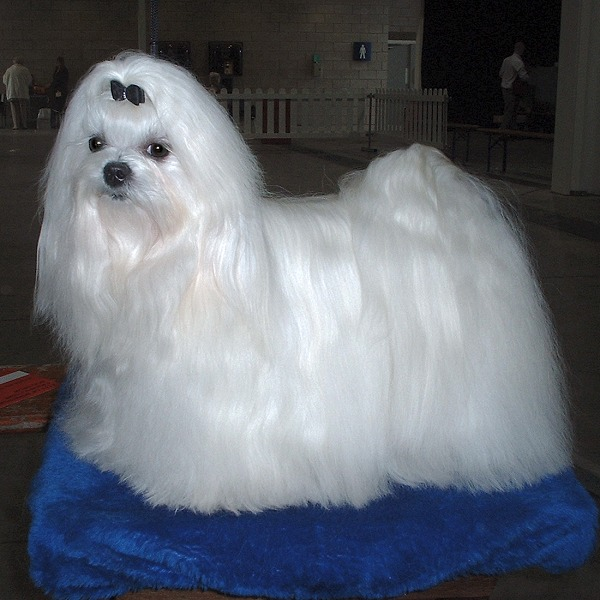
Bichon Maltese.

Bichon-ul Maltese este un câine mic, rezistent și cu o blană mătăsoasă. Corpul lui este compact, cu oase mici, dar robust și puțin mai lung dacă este înalt. Pieptul este adânc, craniul este ușor rotunjit, ochii mari, rotunzi. Bichon-ul Maltese are o blană mătăsoasă, cu un singur strat și este de culoare albă sau ivoriu. Dacă este ținut pentru expoziții și concursuri, atunci blana sa este lungă, ajungând până la sol, însă cei mai mulți stăpâni aleg s-o păstreze scurtă, fiind ușor de întreținut.

## Relațiile cu familia și casa
Bichonul Maltez este un câine de companie pretabil familiilor, devotat și iubitor. Poate petrece ore întregi pe genunchii proprietarului, savurând momentele de atenție acordate. Bichonul maltez iubește copiii, însă nu e cel mai potrivit animal de companie pentru copiii foarte mici care nu înțeleg că acest cățel poate fi ușor rănit de mânuirea dură.

## Condiții de viață
Bichonul Maltese este un câine de apartament foarte energic, de aceea e bine să stabilești un program zilnic de exerciții și mișcare. Felul în care este îngrijit este mult mai important decât mediul în care stă deoarece câinele Bichon Maltese este orientat către oameni.

## Sănătate și puncte vulnerabile

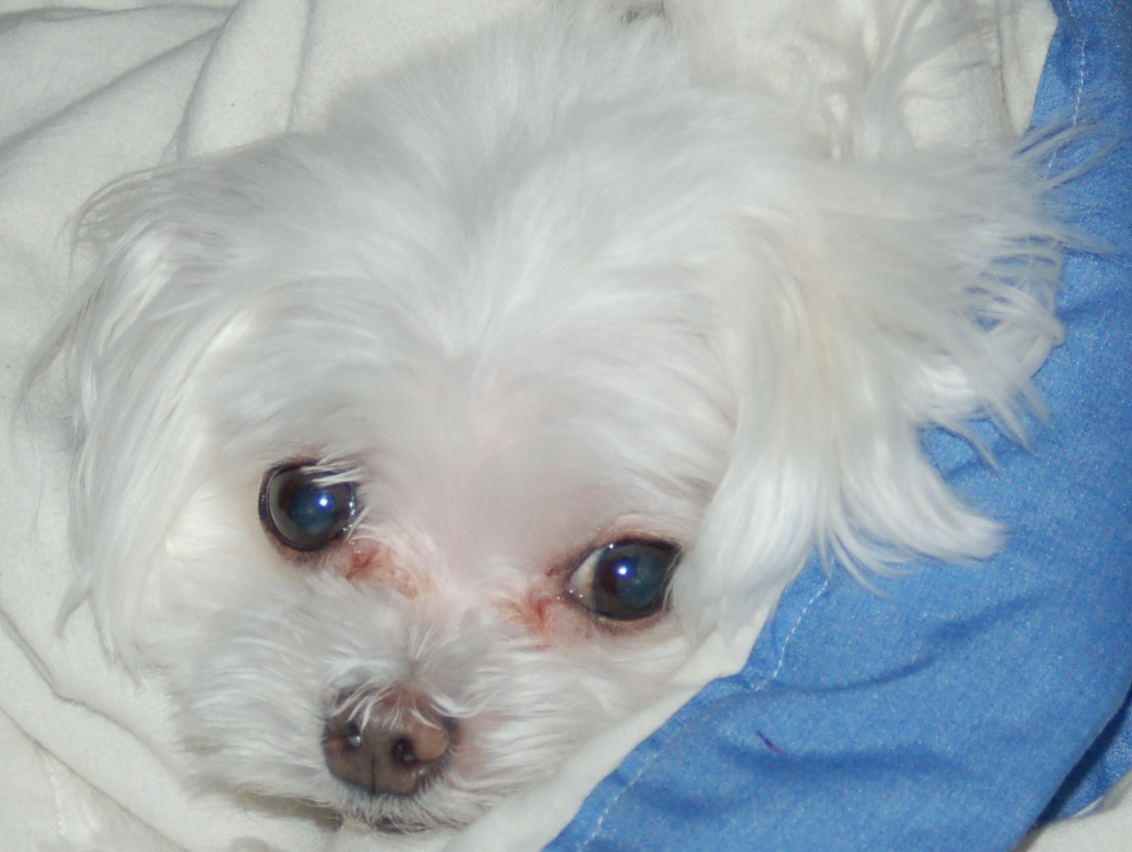
Bichon Maltese cu secreție oculară.

Asociația americană a Bichonului Maltese recomandă să nu iei un cățeluș sub vârsta de 12 săptămâni pentru că poate deveni stresat din cauza manipulării frecvente și nu va avea suficient timp să se odihnească sau va refuza să mănânce din cauza schimbării mediului/mâncării. Acest stres poate cauza hipoglicemie ce duce la o posibilă comă. Este recomandat ca odată cu câinele, ar trebui să primiți un certificat cu starea actuală a Bichonul-ui maltez și înregistrarea vaccinurilor.
Principala problemă a Bichonului maltez este luxația rotulei, când aceasta nu mai este în poziția normală. Acestă afecțiune provoacă Bichonului maltez șchiopătat și refuzul în a-și susține greutatea. Această afecțiune se poate descoperi în jurul vârstei de șase luni. Ca urmare a luxației, mai pot apărea și alte boli ca osteoartrita.
De asemenea pe la varsta de 6-7 luni bichonul poate fi în călduri,astfel apărând menstruația.
Menstruatia dureaza o săptămâna maxim doua si poate aparea de doua ori pe an.
In acea perioadă ea este molesita sau vulnerabila.
Alte afecțiuni ale Bichonului maltez sunt:
- pierderea dinților;
- cataracta;
- alergiile;
- infecții ale urechilor;
- probleme digestive.[6]

## Îngrijire și hrană

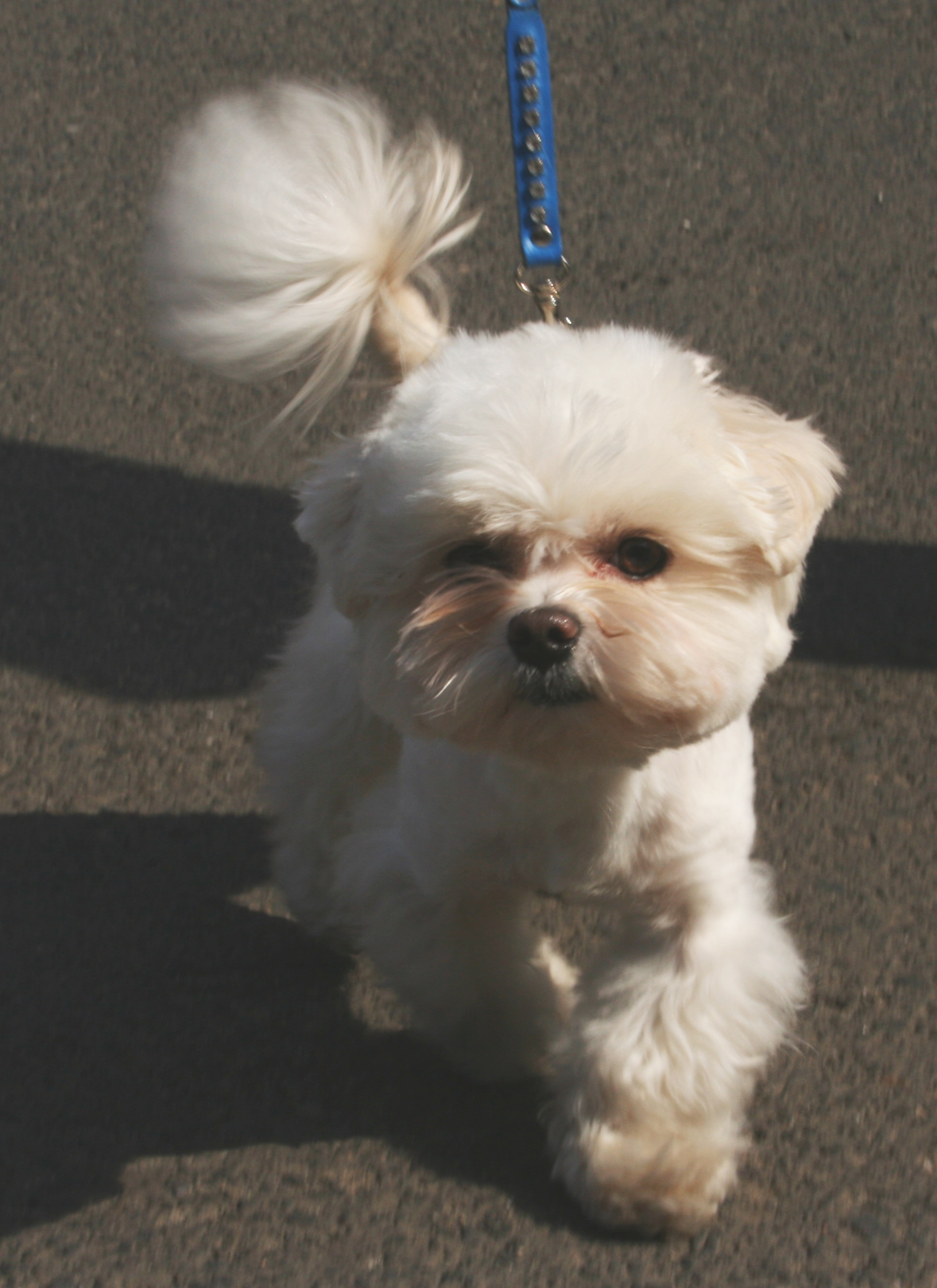
Un pui de Bichon Maltese.

Bichon-ul Maltese are nevoie de plimbări zilnice, iar joaca poate înlocui exercițiile, însă nu poate înlocui plimbările. Cățelușii care nu au parte de plimbări zilnice pot dezvolta probleme de comportament. Bichon-ul Maltese se bucură să zburde liber într-o zonă sigură, poate fi o curte împrejmuită. Rămâne jucăuș până la o vârstă înaintată și este foarte activ în casă.
O pieptănare și periere zilnică a bichonului maltez este importantă, însă fii delicat cu blana lui mătăsoasă. Ochii și barba trebuie curățată zilnic pentru a  preveni murdărirea. Trebuie să i se facă baie sau să se folosească un șampon uscat în mod regulat, să vă asigurați că este complet uscat și cald. Urechiile trebuie curățate și părul care a crescut în canalul auditiv trebuie eliminat. Ochii trebuie verificați și curățați în mod regulat. Părul din vârful capului este tăiat de obicei, pentru a nu-i intra în ochi, iar unii stăpâni optează pentru a-l prinde. Bichonul maltez năpârlește foarte puțin sau deloc și e foarte potrivit pentru persoanele alergice. Dinții trebuie spălați cel puțin o dată pe săptămână. Dacă nu este obișnuit cu această procedură, puteți începe prin a pune puțină mâncare pentru câini pe deget, apoi folosiți degetul pentru a-i curăța dantura. După ce Bichon-ul maltez se obișnuiește cu această procedură, se poate introduce pasta de dinți, însă una destinată câinilor. Unghiile Bichonului maltez ar trebui scurtate la fiecare 2 săptămâni. În cazul în care are o suprafață dură din beton pe care să alerge, acestea se vor scurta singure.

## Dresajul
Bichon-ul Maltese se poate dresa foarte ușor, învață repede și este foarte inteligent. Este o rasă care ascultă foarte repede, învăță repede trucuri deoarece a lucrat în terapie și în spectacole.
Bichonul maltez are nevoie de un dresaj blând și ferm; este foarte sensibil la dojeneli iar corecțiile negative vor avea un efect negativ asupra dezvoltării câinelui. Stăpânul sau dresorul are nevoie de o lesă atunci când începe dresajul, însă poate deveni o alegere personală, în funcție de cerințele câinelui. Dresajul Bichonul-ui maltez funcționează foarte bine dacă se oferă recompense comestibile. Înarmarea pozitivă și dresajul blând cu bunătate, persistență și răbdare sunt recomandările zilei. Și bineînțeles, cu multă dragoste.

## Caracteristici
- Înălțime: 20-25 cm
- Greutate: 2-4 kg
- Durata de viață: 12-15 ani
- Capacitate de naștere: 1-6 pui